# 端棍水母
端棍水母（学名：Catostylus mosaicus），又称彩色水母，为端棍水母科端棍水母属的一种水母。体色多样，有浅蓝、奶白、深紫、暗红等颜色，成体的伞部直径可达30cm。分布于澳大利亚东北部沿海及河口水域。

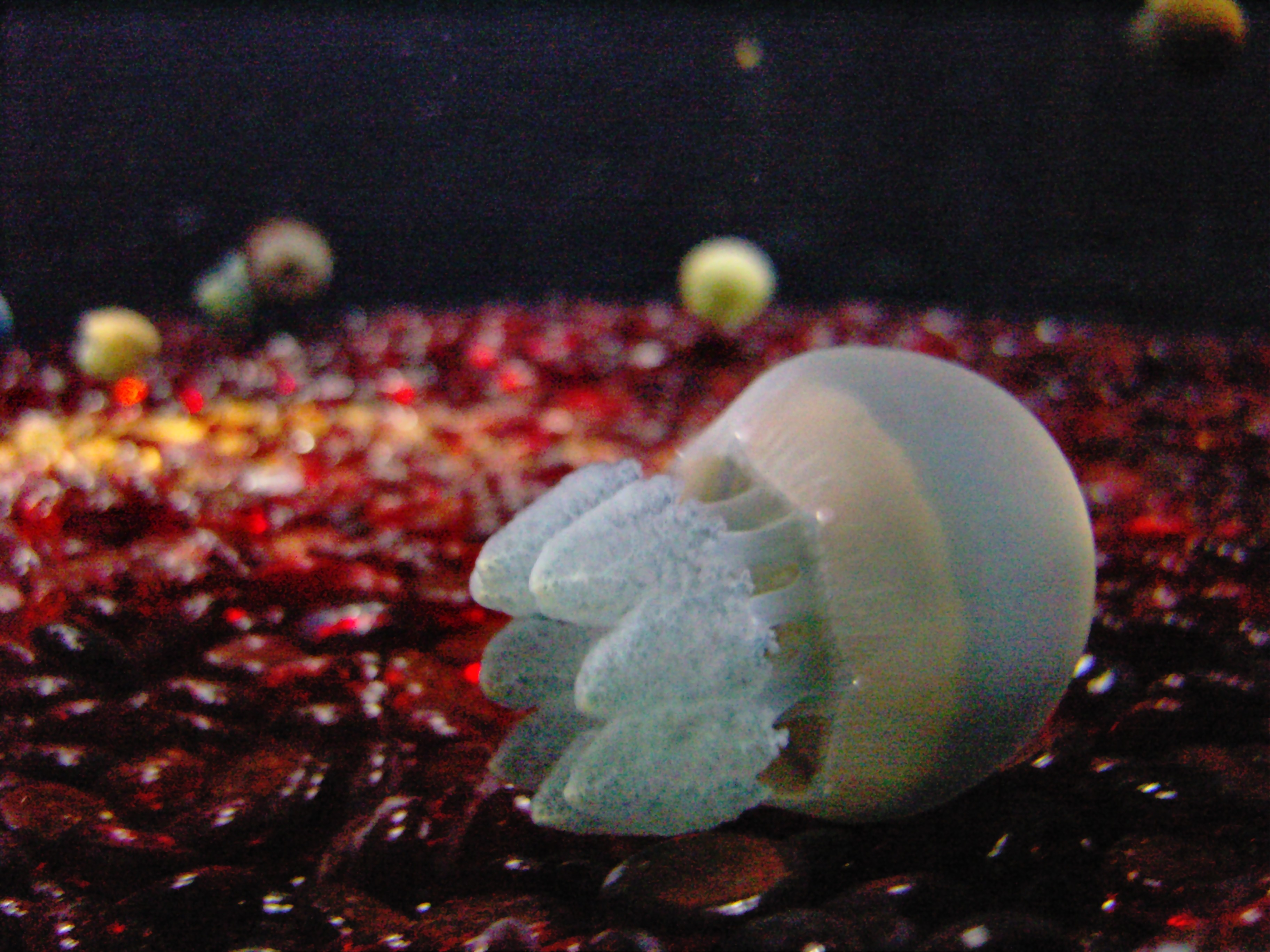
摄于蒙特瑞灣水族館。